# Estat del Pont
L'Estat del Pont fou un projecte d'estat grec a la regió del Pont entre 1919 i 1922.
La població hel·lènica del Pont era important en nombre i molt aferrada a la seva ètnia i cultura. Els otomans van fer diversos intents de netejar la zona de grecs i altres minories al final del segle xix, amb violències, decisions arbitràries, confiscacions, lleis i altres mesures que forçaven a la població a buscar refugi a les zones muntanyoses.
L'ànima de la rebel·lió dels grecs fou Germanos Caravangelis, bisbe de Castòria, líder a la lluita a Macedònia abans de la guerra dels Balcans; també va destacar l'il·luminat Chrissantos, bisbe de Trebisonda. Els bisbats del Pont van esdevenir centres de guia i reclutament per rebels, mentre les muntanyes esdevenien els punts de resistència sobre el terreny. Però l'activitat rebel era reduïda, ja que no disposaven d'armament. Això va canviar amb l'esclat de la Primera Guerra Mundial quan les armes van començar a arribar.
El 1917 Grècia i els aliats van començar a treballar en el projecte de crear un estat grec autònom al Pont, o bé un estat grec-armeni; aquest projecte, una vegada acabada la guerra amb la derrota otomana i els imperis centrals (novembre de 1918), va començar a ser una possibilitat real, ja que els guerrillers tenien el control sobre el terreny d'una part del país.
K. Constantinidis, un grec-marsellès, va fundar la Lliga Nacional del Pont i va establir el mapa del nou estat. G. Thoides, el 1919, en va dissenyar la futura bandera que era la nacional grega am l'àguila dels Comnens, si bé de moment els guerrillers utilitzaven la bandera blava amb creu blanca i al centre un disc daurat amb l'àguila dels Comnens.
Les milícies gregues amb l'ajut de l'exèrcit grec que havia passat a l'Àsia, van controlar el territori gairebé totalment el 1920, i fins al 1922, però la derrota grega (setembre 1922) va suposar la fi del projecte. Mancats els guerrillers de l'ajut grec els kemalistes van restablir el control turc del territori ràpidament i la població fou deportada en massa. Els que van sobreviure foren inclosos a l'intercanvi de poblacions establert pel Tractat de Lausana el 1923, que incloïa un conveni per a l'intercanvi de poblacions entre Grècia i Turquia basat en criteris de religió.
El 1955 es van emetre monedes pels suposats descendents dels Comnens per un Imperi de Trebisonda que ocuparia la mateix zona de l'efímer Estat del Pont. Aquest descendents dels Comnens encara existeixen i es consideren sobirans, però els seus suposats drets dinàstics han estat posats en qüestió.